# نظریه کنش (فلسفه)
نظریه کنش (به انگلیسی: Action theory) حوزه‌ای در فلسفه است که درگیر نظریه‌هایی در خصوص فرایندهای علی ارادی جنبشهای بدنی انسان از نوع کما بیش پیچیده است. این حوزه فکر علاقه عمیق فلاسفه را از زمان اخلاق نیکوماخوسی ارسطو تا به حال به خود جذب کرده‌است. با ظهور روان‌شناسی و بعداً علوم عصبی بسیاری از نظریه‌های کنش هم‌اکنون معطوف به آزمایش‌های تجربی هستند.
نظریه‌های فلسفی کنش یا فلسفه کنش نباید با نظریه‌های جامعه‌شناسانه کنش اجتماعی نظیر نظریه کنش، تالکوت پارسونز اشتباه گرفته شود.